# Пинянське газове родовище
Пинянське газове родовище — належить до Більче-Волицького нафтогазоносного району Передкарпатської нафтогазоносної області Західного нафтогазоносного регіону України та досліджувалось ЗУГРЕ

## Опис
Розташоване у Львівській області на відстані 10 км від м. Самбір.
Приурочене до Крукеницької підзони Більче-Волицької зони.
Структура виявлена в 1965 р. Вона розташована між Залужнянською та Садковицькою структурами, які разом з Хідновицькою утворюють одну лінію антиклінальних складок. По сарматських горизонтах Пинянська структура являє собою слабко виражений структурний ніс, вісь якого підіймається в північно-західному напрямку. В середині носа виділяють невелику антиклінальну складку, яка обмежується замкнутою ізогіпсою — 1420 м.
Перший промисловий приплив газу отримано з інт. 1942-1948 м у 1967 р.
Експлуатується з 1968 р.
Поклади пластові, склепінчасті, тектонічно екрановані та літологічно обмежені. Режим Покладів газовий. Запаси початкові видобувні категорій А+В+С1: газу — 15612 млн. м³.